# أوكلاهوما
أُكْلَهُومَة أو أُكْلَاهُومَا (بالإنجليزية: Oklahoma؛ بالجهطوية: Oklahumma، أكلهمَّة؛ بالجركية: ᎣᎧᎳᎰᎹ، أكَلهومة) هي ولاية تقع في جنوب وسط الولايات المتحدة. ترتيب أكلهومة هو العشرين من حيث المساحة والثامن والعشرين من حيث عدد السكان بين الولايات الأمريكية.
أخذت الولاية اسمها من الكلمتين الجهطويتين «أُكْلَة» ومعناها «الناس»، و«هُمَّة» ومعناها «أحمر»، وبذلك يكون معنى «أكلهمة» هو «الناس الحُمْر». وهي معروفة أيضا بشكل غير رسمي بلقبها، ولاية سونر، في إشارة إلى المستوطنين غير الأصليين الذين وضعوا أيديهم على قطع من الأراضي قبل تاريخ الافتتاح الرسمي، وقانون الاستيلاء الهندي لعام 1889، الذي فتح الباب أمام استيطان البيض في الأراضي الهندية. تم الاستقرار على الاسم عند إدخال الولاية في الاتحاد، تم دمج إقليم أكلهومة والأراضي الهندية وأزيلت كلمة «الهندية» من الاسم. في 16 نوفمبر 1907، أصبحت أكلهومة الولاية السادسة والأربعين التي تدخل للاتحاد. عاصمتها وأكبر مدينة فيها هي أكلهومة سيتي.
أكلهومة هي منتج رئيسي للغاز الطبيعي والنفط والمنتجات الزراعية، وتعتمد على قاعدة اقتصادية للطيران والطاقة والاتصالات والتكنولوجيا الحيوية. في عام 2007، امتلكت الولاية أسرع الاقتصادات نموا في الولايات المتحدة، وتحتل مرتبة عليا بين الولايات في نمو الدخل الفردي ونمو الناتج المحلي الإجمالي. تمثل مدينتا أكلهومة سيتي وتلسا مراكز اقتصادية أساسية في أكلهومة، ويعيش ما يقرب من ثلثي أهل الولاية داخل المناطق الحضرية للمدينتين.
تتكون تضاريس الولاية من سلاسل جبلية صغيرة ومروج وموائد وغابات في الشرق، وتقع معظم أراضيها في السهول العظمى، وغابات كروس والمرتفعات الداخلية في الولايات المتحدة، وهي منطقة تتعرض دائما للطقس القاسي. بالإضافة إلى وجود أناس من أصول إنجليزية وألمانية واسكتلندية-أيرلندية، وكذلك من أصول هندية، فهناك أكثر من 25 لغة أمريكية أصلية في أكلهومة، في المرتبة الثالثة بعد ألاسكا وكاليفورنيا.
تقع أكلهومة على ملتقى ثلاث مناطق ثقافية أميركية رئيسية، وكانت تاريخيا تمثل طريقا لدروب الماشية، ووجهة للمستوطنين الجنوبيين، وإقليم فرضته الحكومة على الأمريكيين الأصليين.
تبلغ مساحة أكلهومة 181,196 كم2، وعدد سكانها 3,450,654 نسمة (عام 2000). تحد ولاية اوكلاهوما من جهة الشرق ولاية أركنساس وولاية كانساس وتحد ولاية أكلهومة من جهة الشمال ولاية ميزوري ومن جهة الشمال الغربي ولاية كولورادو وولاية نيومكسيكو من الغرب البعيد ومن جهة الجنوب تحدها ولاية تكساس.

## أصل التسمية
يأتي اسم أوكلاهوما من okla في لغة التشوكتاو التي تعني «شعب»، وهوما humma التي تعني «أحمر». اقترح رئيس أمة التشوكتاو ألين رايت، هذا الاسم في عام 1866 في أثناء مفاوضات المعاهدة مع الحكومة الفيدرالية الأمريكية بشأن استخدام الإقليم الهندي. تصور رايت دولةً هنديةً أمريكيةً خاصة يسيطر عليها مكتب الولايات المتحدة للشؤون الهندية. أصبح اسم أوكلاهوما فيما بعد، الاسم الفعلي لإقليم أوكلاهوما، ووفق عليه رسميًا في عام 1890 بعد عامين من فتح تلك المنطقة للمستوطنين الأمريكيين.

## تاريخ

### حقبة ما قبل كولومبوس
تواجد السكان الأصليون فيما يعرف اليوم بأوكلاهوما مع حلول العصر الجليدي الأخير. إذ عاش أسلاف قبيلة ويتشيتا والقبائل التابعة لها (بما في ذلك تياس وإسكانجاك وتاواكوني) وتونكاوا وكادو (بما في ذلك كيشاي) فيما يعرف اليوم بأوكلاهوما. إذ عاش القرويون في السهول الجنوبية وسط الولاية وغربها مع مجموعة فرعية، شعب ثقافة بانهاندل الذي يعيش في مركز الولاية وغربها. عاشت شعوب حضارة المسيسيبي الكادوية في الجزء الشرقي من الولاية. كان موقع سبيرو ماوندز (روابي سبيرو)، فيما يعرف اليوم باسم سبيرو (أوكلاهوما)، عبارة عن مجمع رئيس للروابي في المسيسيبي، ازدهر بين عامي 850 و1450 م. استقر شعب أباتشي بلاينز في السهول الجنوبية وفي أوكلاهوما بين عامي 1300 و1500.

### الاستكشاف والاستعمار الأوروبيان
سافرت بعثة الإسباني فرانسيسكو فاسكويز دي كورونادو عبر الولاية في عام 1541، لكنّ المستكشفون الفرنسيون ادعوا ملكية المنطقة في أوائل القرن الثامن عشر. انضمت كل من كومانشي وكيوا إلى المنطقة من جهة الغرب وانتقلت شعوب الكواباو والأوساج إلى ما يعرف اليوم بشرق أوكلاهوما مع حلول القرن الثامن عشر. سيطر المستعمرون الفرنسيون على المنطقة حتى عام 1803، عندما استحوذت الولايات المتحدة على جميع الأراضي الفرنسية غرب نهر المسيسيبي من خلال صفقة لويزيانا. كانت المنطقة جزءًا من إقليم أركنساس منذ عام 1819 وحتى عام 1828.

### القرن التاسع عشر
خلال القرن التاسع عشر، أبعدت الحكومة الفيدرالية الأمريكية عشرات الآلاف من الهنود الأصليين قسرًا عن أوطان أجدادهم في جميع أنحاء أمريكا الشمالية ونقلتهم إلى المنطقة بما في ذلك أوكلاهوما الحالية والمناطق المحيطة بها. كانت قبيلة الشوكتو أولى القبائل الخمس المتحضرة التي أزيلت من جنوب شرق الولايات المتحدة. يعود أصل عبارة «درب الدموع» من وصفٍ لترحيل أمة التشوكتاو في عام 1831، على الرغم من أن المصطلح عادةً ما يستخدم لوصف ترحيل أمة الشيروكي.
رُحّل سبعة عشر ألفًا من الشيروكي و2000 من عبيدهم السود. وسميت المنطقة التي كانت قد احتلتها قبائل أوساج وكواباو، باسم أمة تشوكتاو حتى أعادت السياسة الأمريكية الأصلية ومن بعدها السياسة الأمريكية ترسيم الحدود لتشمل سكان أصليين آخرين. ومع حلول عام 1890، كانت أكثر من 30 أمة وقبيلة أصلية قد تركزت على الأراضي داخل الإقليم الهندي أو «البلد الهندي».
دعمت جميع القبائل الخمس المتحضرة معاهداتٍ مع الجيش الكونفدرالي خلال الحرب الأهلية الأمريكية ووقّعت عليها. شهدت أمة الشيروكي حربًا أهلية داخلية ولم تُلغَ العبودية في الأراضي الهندية حتى عام 1866.
في الفترة ما بين عامي 1866 و1899، كافحت مزارع الماشية في تكساس لتلبية الطلب على الغذاء في المدن الشرقية ووعدت خطوط السكك الحديدية في كانساس بتسليمها في الوقت المناسب. تطورت مسارات ومزارع الماشية إذ قاد رعاة البقر ماشيتهم شمالًا أو استقروا بها بشكلٍ غير قانوني في الإقليم الهندي. في عام 1881، قطعت أربع مسارات رئيسة للماشية من أصل خمسة، الحدود الغربية عبر الإقليم الهندي.
دفع الوجود المتزايد للمستوطنين البيض في الأقاليم الهندية ومطالبتهم بالأراضي المملوكة والمضمونة للقبائل الهندية بموجب المعاهدات المُبرمَة مع الحكومة الأمريكية، الولايات المتحدة إلى سن قانون دوز في عام 1887 وقانون كيرتس في عام 1898. ألغت هذه القوانين الحكومات القبلية والملكية القبلية للأرض وخصصت 160 فدانًا (65 هكتارًا) من الأرض لكلِّ ربِّ أسرةٍ هندية. كان أحد أهداف هذه القوانين هو الاندماج القسري للهنود في المجتمع الأبيض. تملكت الحكومة الأمريكية الأراضي غير المخصصة للأفراد الهنود، فباعتها أو وزعتها على المستوطنين وأصحاب السكك الحديدية. استُخدمت عائدات مبيعات الأراضي لتعليم الأطفال الهنود وتعزيز سياسة الاندماج. ونتيجة لهذا القانون، أصبح نحو نصف الأراضي التي كانت مملوكة سابقًا للقبائل الهندية من نصيب البيض مع حلول عام 1900.علاوة على ذلك، فإن قسمًا كبيرًا من الأراضي المخصصة لرؤساء الأسر الهندية الفردية أصبحت ملكًا للبيض. غالبًا ما بيعت تلك الأراضي أو حُرم أصحابها منها عن طريق الاحتيال.
أدى استيلاء حكومة الولايات المتحدة على الأراضي القبليّة إلى حدوث عمليات تهريب للأراضي أو ما دُعي أيضًا بحدث «حُمّى الأرض»، وذلك في الفترة ما بين عامي 1887 و1895. فُتحت ملايين الأفدنة من الأراضي القبليّة سابقًا، أمام مستوطنة البيض. بدأ «المحمومون» في أوقاتٍ محددة، إذ تسابق كل مستوطن محتمل مع مستوطنين محتملين آخرين للمطالبة بملكية 160 فدانًا (65 هكتارًا) من الأرض بموجب قانون حيازة الأرض لعام 1862. وعادة ما طالب المستوطنون بالأرض على أساس: من يأتي أولًا يُخدم أولًا. أما أولئك الذين انتهكوا القواعد فعبروا الحدود إلى الإقليم قبل وقت الافتتاح الرسمي، عبروا الحدود مبكرًا، ما أدى إلى خلق مصطلح سبّاقون الذي أصبح في النهاية اللقب الرسمي للولاية. عُيّن جورج واشنطن ستيل أول حاكم لإقليم أوكلاهوما في عام 1890.

## المناخ في الولاية
| درجات الحرارة الشهرية لأكبر المدن في أكلهومة |       |         |       |       |       |       |       |       |        |        |        |        |
| المدينة                                      | يناير | فبراير  | مارس  | أبريل | مايو  | يونيو | يوليو | أغسطس | سبتمبر | أكتوبر | نوفمبر | ديسمبر |
| أكلهومة سيتي                                 | 50/29 | 55/33   | 63/41 | 73/50 | 80/60 | 88/68 | 94/72 | 93/71 | 85/63  | 73/52  | 62/40  | 51/31  |
| تولسا                                        | 48/27 | و 53/31 | 62/40 | 72/49 | 79/59 | 88/68 | 93/73 | 93/71 | 84/62  | 73/51  | 61/40  | 49/30  |
| لوتون                                        | 50/26 | 56/31   | 65/40 | 73/49 | 82/59 | 90/68 | 96/73 | 95/71 | 86/63  | 76/51  | 62/39  | 52/30  |
| متوسط درجة الحرارة صغرى/كبرى                 |       |         |       |       |       |       |       |       |        |        |        |        |

## صور

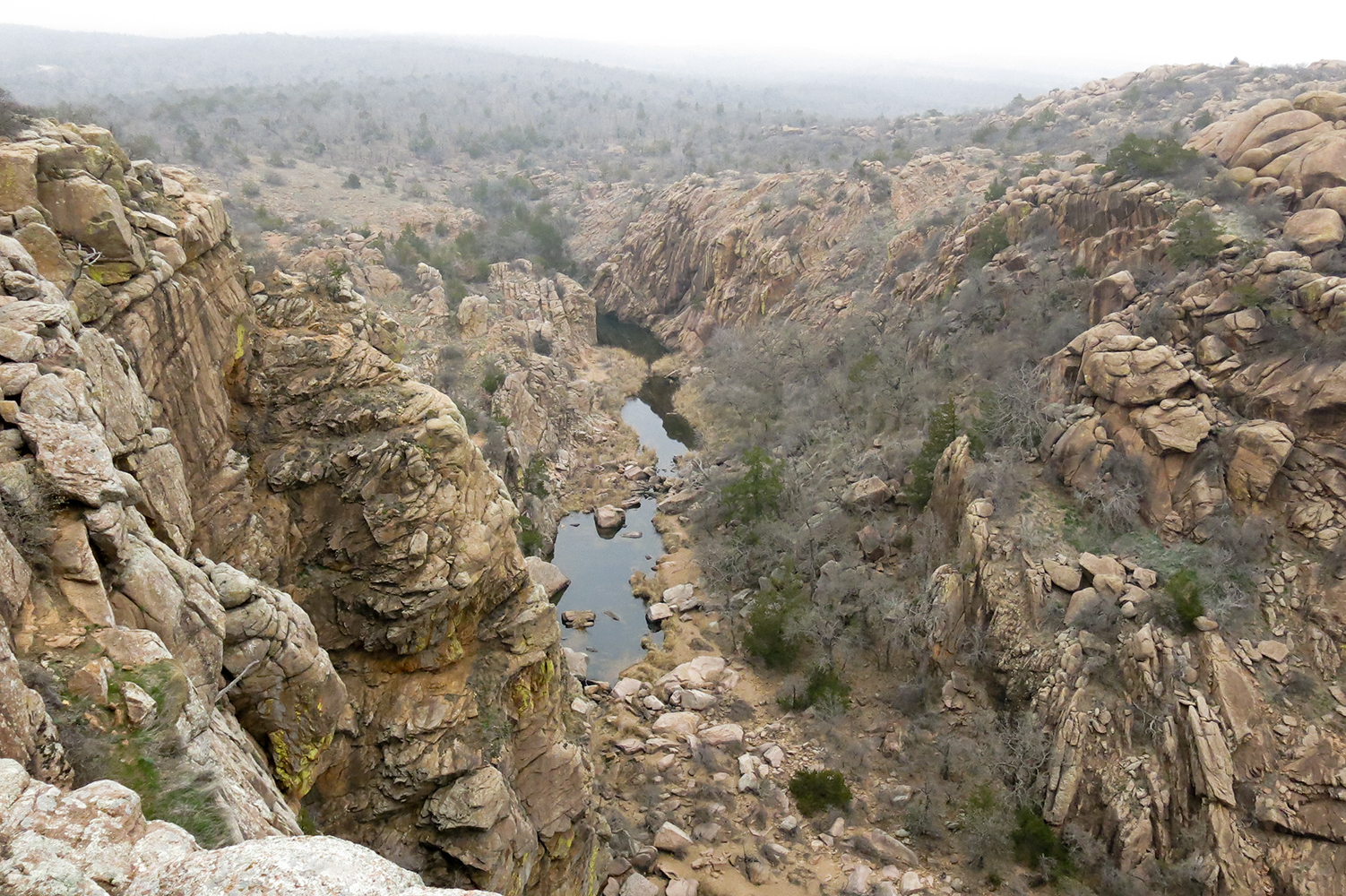
جبال ويتشيتا
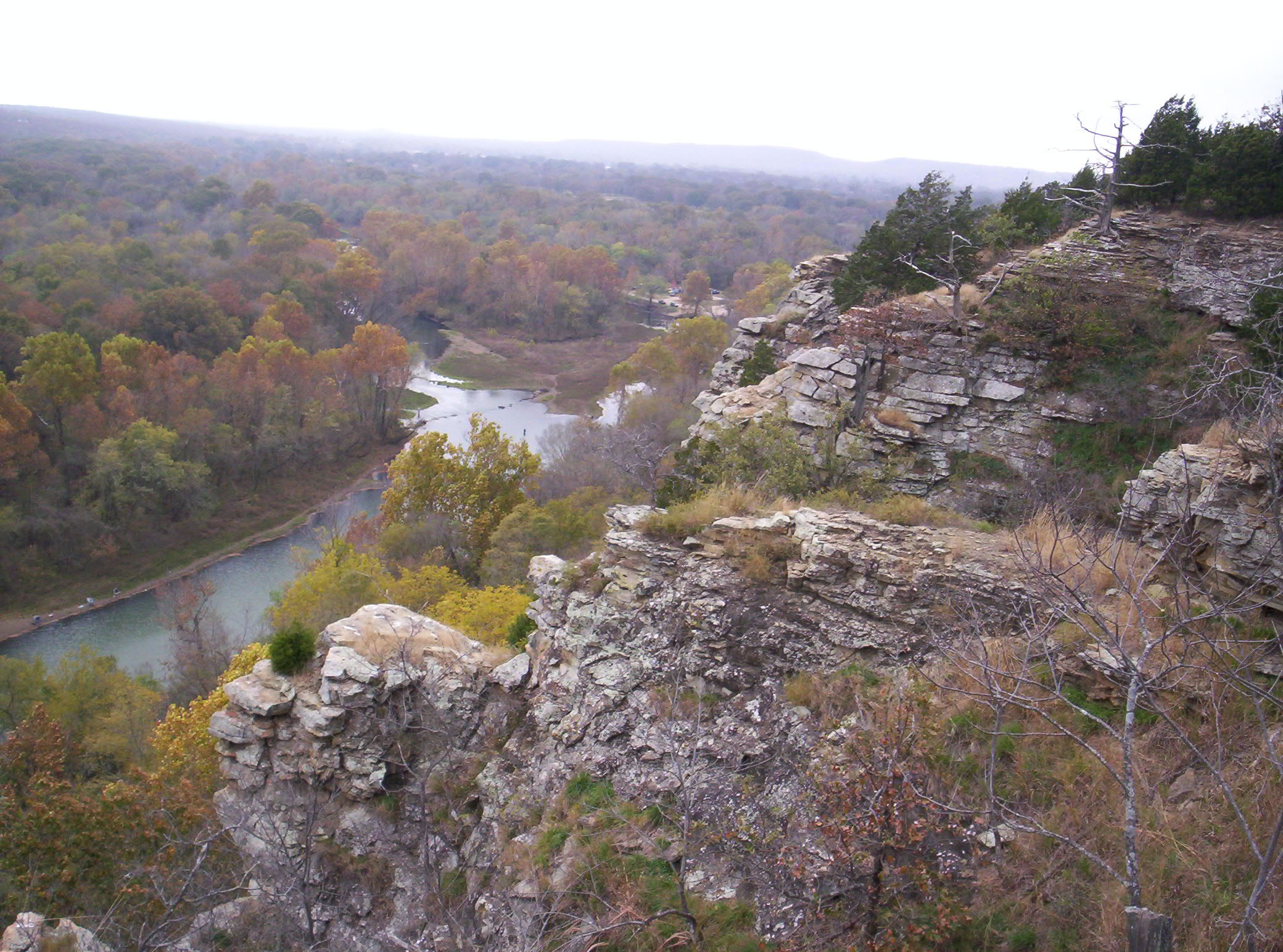
نهر إلينوي في شمال الولاية
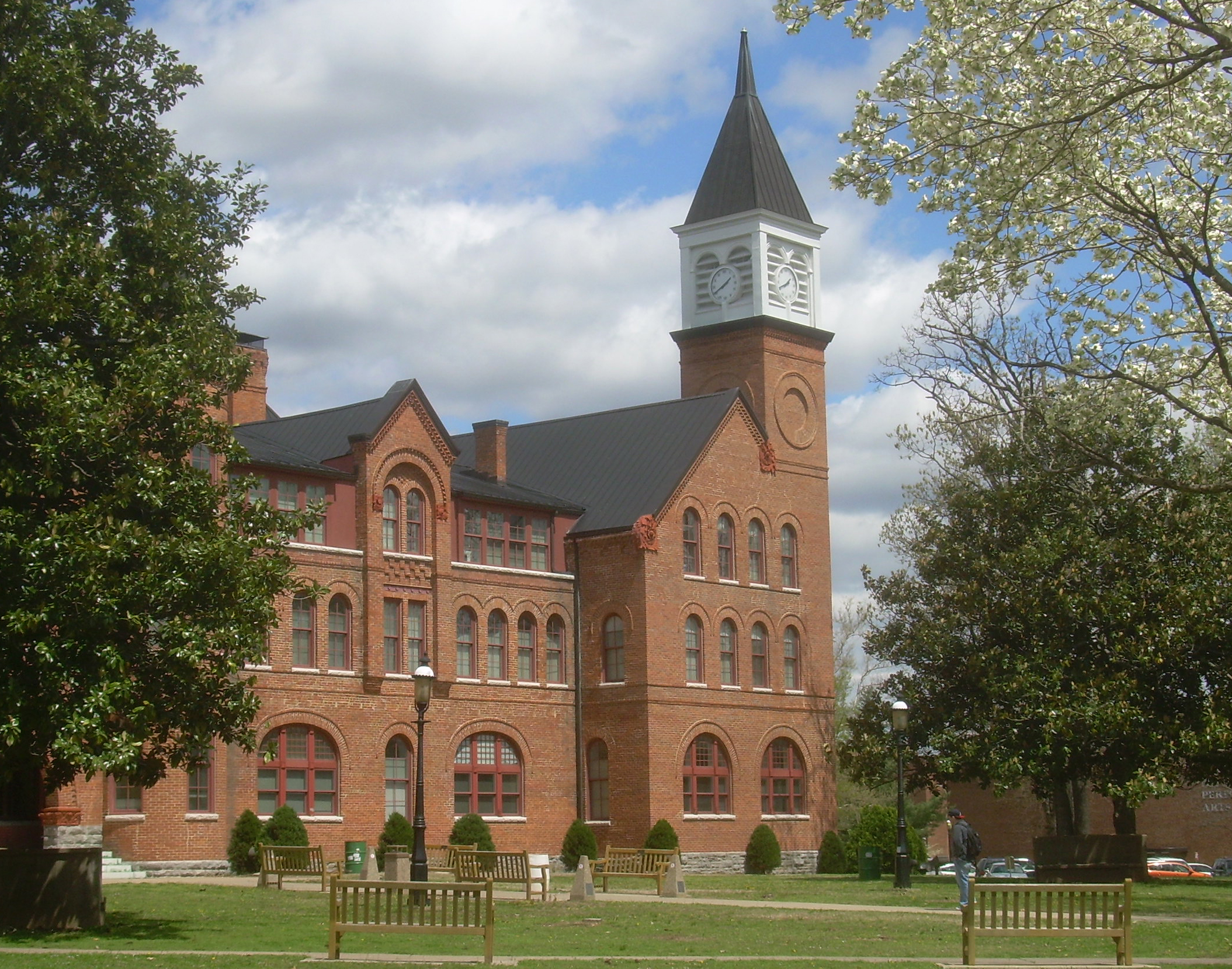
مبنى في جامعة ولاية نورث إيسترن في مدينة تاهليكوا
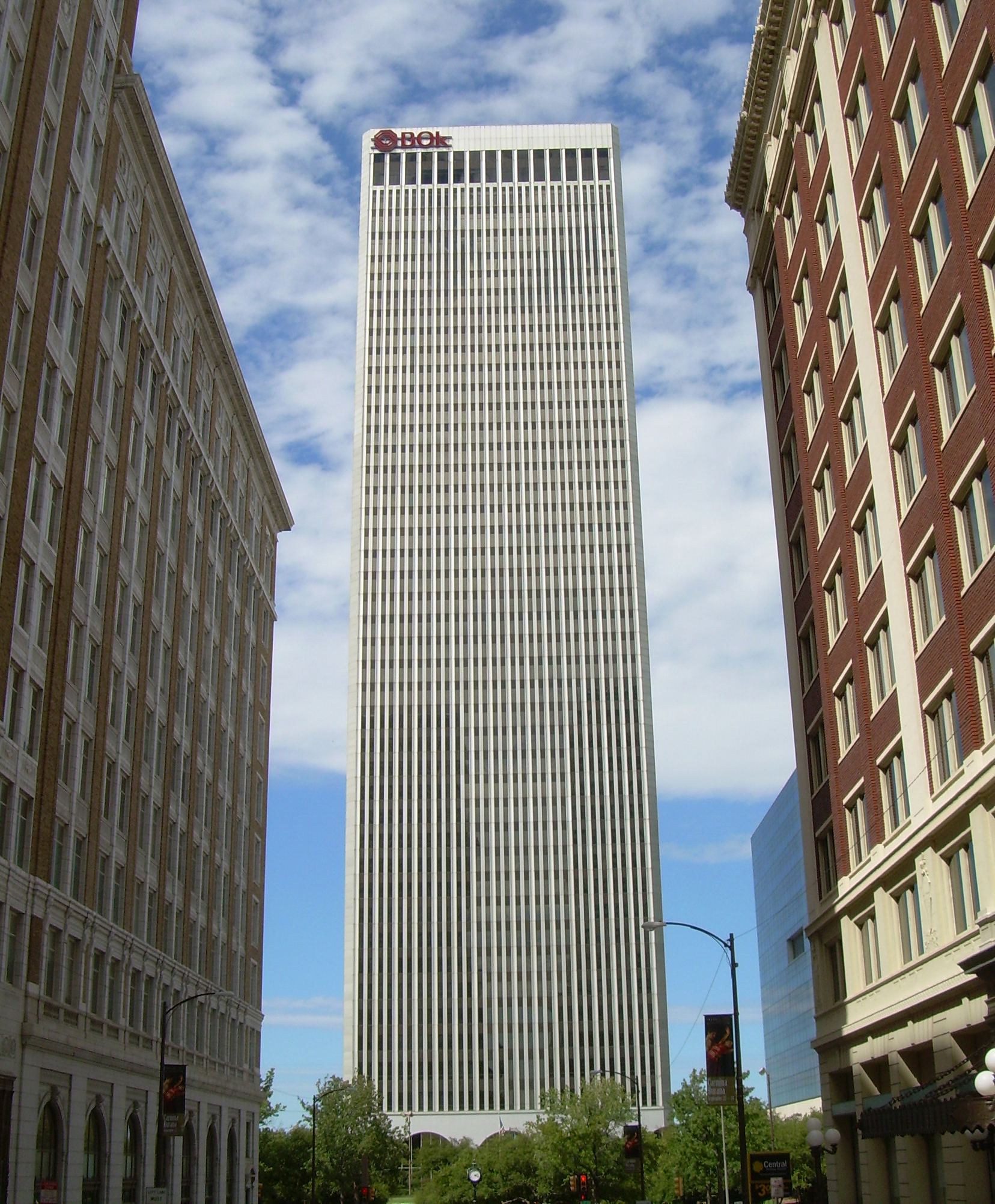
برج BOK في مدينة تولسا
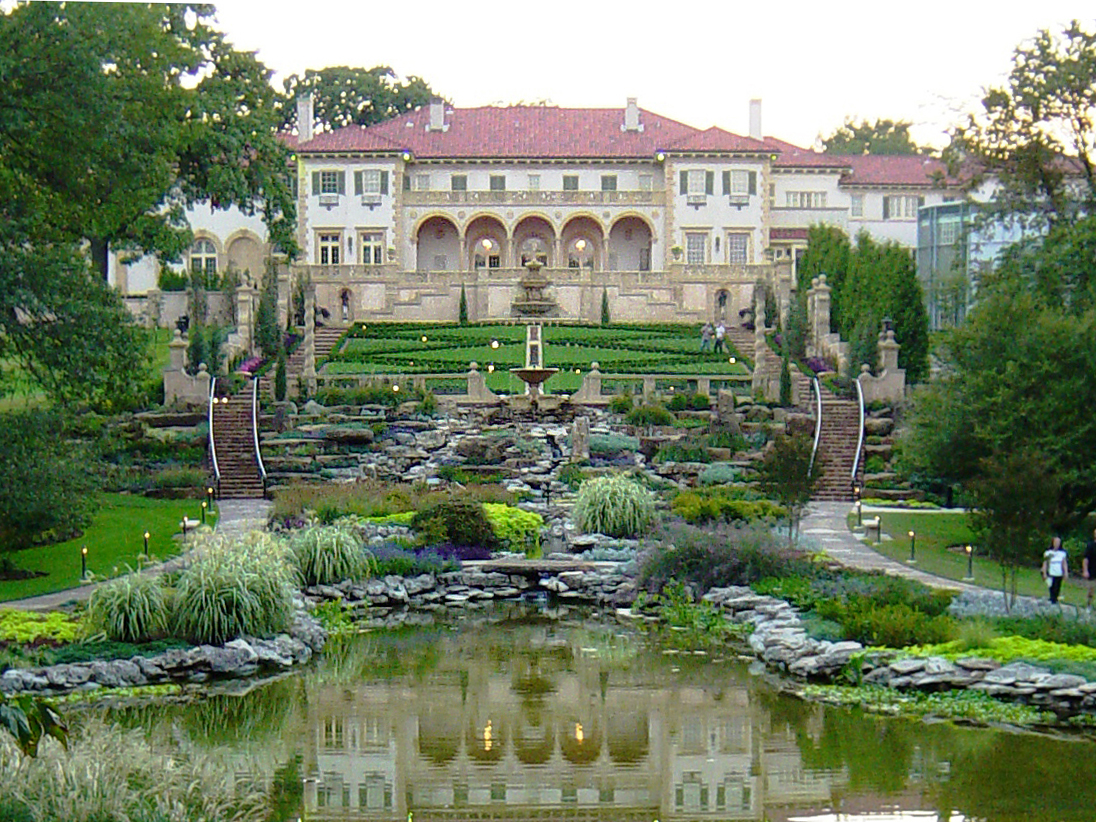
متحف فيل بروك للفنون

## وصلات خارجية
- الموقع الرسمي
- موقع ويكيبديا باللغة الإنجليزية